# Giovanni Cantagalli
Giovanni Cantagalli (Modena, 11 gennaio 1914 – Panama, 2 settembre 2008) è stato un martellista italiano.

## Biografia
Fu quattro volte campione italiano assoluto del lancio del martello tra il 1935 e il 1938. Nel 1936 prese parte ai Giochi olimpici di Berlino classificandosi quindicesimo nella medesima specialità.
Dopo la seconda guerra mondiale emigrò con la moglie a Panama dove lavorò come neuropsichiatra.

## Palmarès
| Anno | Manifestazione  | Sede    | Evento              | Risultato | Prestazione | Note |
| ---- | --------------- | ------- | ------------------- | --------- | ----------- | ---- |
| 1936 | Giochi olimpici | Berlino | Lancio del martello | 15º       | 47,42 m     |      |

## Campionati nazionali
- 4 volte campione italiano assoluto del lancio del martello (dal 1935 al 1938)

1935
- Oro ai campionati italiani assoluti, lancio del martello - 46,20 m
- Bronzo ai campionati italiani assoluti, lancio del disco - 41,64 m

1936
- Oro ai campionati italiani assoluti, lancio del martello - 48,96 m

1937
- Oro ai campionati italiani assoluti, lancio del martello - 47,15 m

1938
- Oro ai campionati italiani assoluti, lancio del martello - 46,33 m

1940
- Argento ai campionati italiani assoluti, lancio del martello - 46,17 m